# Aimé Argand
François Pierre Ami Argand (Ginevra, 5 luglio 1750 – Londra, 14 ottobre 1803) è stato un inventore e chimico svizzero, noto per aver inventato la Lampada Argand.